# BlueGriffon
BlueGriffon fue un editor de páginas web WYSIWYG mayormente libre y de código abierto pero con componentes opcionales  privativos y comerciales. Está basado en  Gecko, el motor de renderizado dentro de Firefox, y usa XULRunner, el entorno de tiempo de ejecución para Gecko. Se puede bajar gratuitamente y está disponible para Mac OS X, Windows y GNU/Linux y está traducido a 17 idiomas.
BlueGriffon cumple con los estándares web  W3C. Puede crear y editar páginas conforme a HTML 4, XHTML 1.0, HTML 5 y XHTML 5. Es compatible con CSS 2.1 y todas las partes de CSS 3 ya aplicadas por Gecko. BlueGriffon también incluye SVG-edit, un XUL editor basado en SVG que se distribuyó originalmente como una extensión para Firefox y se adaptó a BlueGriffon.
Hay ciertas funcionalidades del programa a las que solo se puede acceder a través de extensiones de pago (privativas). Entre ellas, para ver el programa en pantalla completa es necesaria la extensión «FullScreen view/Edit», para editar hojas de estilo en cascada se necesita otra llamada 'CSS Stylesheet editor'. Incluso el manual de funcionamiento del programa es vendido aparte como extensión, careciendo completamente de documentación detallada para el usuario. En total son 17 las extensiones privativas pagas. Solo se concede acceso gratuito a 2 extensiones, a saber «FireFTP» y «Dictionaries».
En abril de 2024, la página web oficial anunciaba el abandono del proyecto y la próxima liberación del código fuente.

## Portabilidad
En Windows, el programa se puede ejecutar portable iniciando el programa principal con la línea de comando "-profile-data". Mediante este método, todos los valores se colocan en una carpeta "data".